# Centro Empresarial Santa Bárbara
El Centro Empresarial Santa Bárbara es un conjunto de nueve edificios en la ciudad de Bogotá, con una plaza central ubicado en la carrera Séptima con la avenida Pepe Sierra.

## Características
El Centro Empresarial Santa Bárbara alberga hoteles, consultorios médicos, embajadas, sedes de multinacionales y empresas colombianas, así como varios restaurantes, librerías, cafés y otros servicios. Se encuentra entre las calle 112 y 116 (o avenida Pepe Sierra) y entre carreras Séptima y Novena. 
Cruzando la carrera Séptima se encuentra los centros comerciales Hacienda Santa Bárbara y Santa Ana así como la Fundación Santa Fe, una clínica privada.
Está compuesto por la Torre A.R., de 19 pisos y construida en 2008, el edificio ScotiaBank de 16 pisos, la Torre Cusezar de 16 pisos y construida en 2009, Torre Samsung de 18 pisos y construida en 2006, Torres Unidas 2 de 15 pisos y construida en 2009, las torres A y B del Teleport Business Park de 14 pisos cada una, el Radisson Royal Bogotá Hotel (o Teleport Business Park) de 14 pisos y construido en 1997 y en 2014 el edificio Tierra Firme de 29 pisos y 120 metros de altura, que es el 17° más alto construido en la ciudad.